# Oxyethira lobophora
Oxyethira lobophora är en nattsländeart som beskrevs av Wolfram Mey 1998. Oxyethira lobophora ingår i släktet Oxyethira och familjen smånattsländor. Inga underarter finns listade i Catalogue of Life.